# 시오타촌 (효고현)
시오타촌(塩田村)은 효고현 쓰나군에 있던 촌이다. 현재의 아와지시에 해당한다.

## 역사
- 1889년 4월 1일 - 정촌제 시행에 의해 시오타우라의 구역을 가지고 쓰나군 시오타촌이 성립하였다.
- 1955년 4월 1일 - 이쿠호정, 사노정, 시즈키정, 오마치촌,  나카타촌과 합병해 쓰나정이 성립, 동일 시오타촌은 폐지되었다.

## 참고문헌
- 角川日本地名大辞典 28 兵庫県